# Boliniales
Boliniales P.F. Cannon – rząd workowców należący do klasy Sordariomycetes.

## Systematyka
Pozycja w klasyfikacji według Index Fungorum: Boliniales, Sordariomycetidae, Sordariomycetes, Pezizomycotina, Ascomycota, Fungi.
Według Index Fungorum bazującemu na Dictionary of the Fungi jest to takson monotypowy:
- rodzina Boliniaceae Rick 1931
  - rodzaj Apiocamarops Samuels & J.D. Rogers 1987
  - rodzaj Apiorhynchostoma Petr. 1923
  - rodzaj Camaropella Lar.N. Vassiljeva 1997
  - rodzaj Camarops P. Karst. 1873
  - rodzaj Ceratostomella Sacc. 1878
  - rodzaj Cornipulvina Huhndorf, A.N. Mill., F.A. Fernández & Lodge 2005
  - rodzaj Endoxyla Fuckel 1871
  - rodzaj Mollicamarops Lar.N. Vassiljeva 2007
  - rodzaj Neohypodiscus J.D. Rogers, Y.M. Ju & Læssøe 1994
  - rodzaj Pseudovalsaria Spooner 1986[1].